# Колумбија на Светском првенству у атлетици на отвореном 2022.
Колумбија је учествовала на 18. Светском првенству у атлетици на отвореном 2022. одржаном у Јуџину  од 15. до 25. јула осамнаести пут, односно учествовала је на свим првенствима до данас. Репрезентацију Колумбије представљала су 7 учесница (5 мушкарца и 2 жене) који су се такмичили у 6 дисциплина (4 мушке и 2 женске). ,
На овом првенству такмичари Колумбије нису оосвојили ниједну медаљу али су оборили један национални и два лична рекорда.
У табели успешности (према броју и пласману такмичара који су учествовали у финалним такмичењима (првих 8 такмичара) Колумбија је са 1 учесницом у финалу делила 73. место са 1 бодом.
| Плас. | Земља     | 1. место | 2. место | 3. место | 4. место | 5. место | 6. место | 7. место | 8. место | Бр. финал. | Бод. |
| ----- | --------- | -------- | -------- | -------- | -------- | -------- | -------- | -------- | -------- | ---------- | ---- |
| =73.  | Колумбија | 0        | 0        | 0        | 0        | 0        | 0        | 0        | 1        | 1          | 1    |

## Учесници
| Мушкарци: - Карлос Андрес Сан Мартин — 3.000 м препреке - Еидер Аревало — 20 км ходање, 35 км ходање - Диего Пинзон — 35 км ходање - Хосе Монтања — 35 км ходање - Маурисио Ортега — Бацање диска | Жене: - Мелиса Гонзалес — 400 м препоне - Марија Фернанда Муриљо — Скок увис |

## Резултати

### Мушкарци
| Атлетичар                | Дисциплина       | Лични рекорд | Квалификације     | Квалификације     | Полуфинале | Полуфинале | Финале               | Финале       | Детаљи |
| Атлетичар                | Дисциплина       | Лични рекорд | Резултат          | Место             | Резултат   | Место      | Резултат             | Место        | Детаљи |
| ------------------------ | ---------------- | ------------ | ----------------- | ----------------- | ---------- | ---------- | -------------------- | ------------ | ------ |
| Карлос Андрес Сан Мартин | 3.000 м препреке | 8:25,66 НР   | 8:48,66           | 14. у гр. 2       |            |            | Није се квалификовао | 39 / 40 (41) |        |
| Еидер Аревало            | 20 км ходање     | 1:18:53 НР   |                   |                   |            |            | 1:24:32              | 22 / 43 (45) |        |
| Еидер Аревало            | 35 км ходање     | 2:32:08      | 2:25:21 НР, ЛР    | 8 / 40 (50)       |            |            |                      |              |        |
| Диего Пинзон             | 35 км ходање     | 2:40:57      | 2:34:26 ЛР        | 28 / 40 (50)      |            |            |                      |              |        |
| Хосе Монтања             | 35 км ходање     | 2:30:46 НР   | Није завршио трку | Није завршио трку |            |            |                      |              |        |
| Маурисио Ортега          | Бацање диска     | 70,29 НР     | 61,92             | 14. у гр. Б       |            |            | Није се квалификовао | 26 / 29 (30) |        |

### Жене
| Атлетичарка            | Дисциплина    | Лични рекорд | Квалификације | Квалификације | Полуфинале            | Полуфинале            | Финале                | Финале       | Детаљи |
| Атлетичарка            | Дисциплина    | Лични рекорд | Резултат      | Место         | Резултат              | Место                 | Резултат              | Место        | Детаљи |
| ---------------------- | ------------- | ------------ | ------------- | ------------- | --------------------- | --------------------- | --------------------- | ------------ | ------ |
| Мелиса Гонзалес        | 400 м препоне | 55,73 НР     | 56,49         | 7. у гр. 2    | Није се квалификовала | Није се квалификовала | Није се квалификовала | 25 / 36 (39) |        |
| Марија Фернанда Муриљо | Скок увис     | 1,94         | 1,85          | 12. у гр. Б   |                       |                       | Није се квалификовала | 24 / 30      |        |